# Frank Van der Stucken
Frank Van der Stucken (født 15. oktober 1858 i Texas, død 17. august 1929 i Hamburg) var en amerikansk musiker.
Van der Stucken var opdraget i Belgien og elev der af Peter Benoit, Han var kapelmester og sangforeningsdirigent (New York, Paris under verdensudstillingen, Cincinnati, hvor han også en tid var konservatoriedirektør). Van der Stucken levede under første verdenskrig en tid i København som lærer og dirigent. Van der Stucken komponerede en opera Vlasda, en symfonisk digtning, William Ratcliff, musik til Stormen, mandskor, sange, orkester- og klaverstykker.